# Нанорельєф

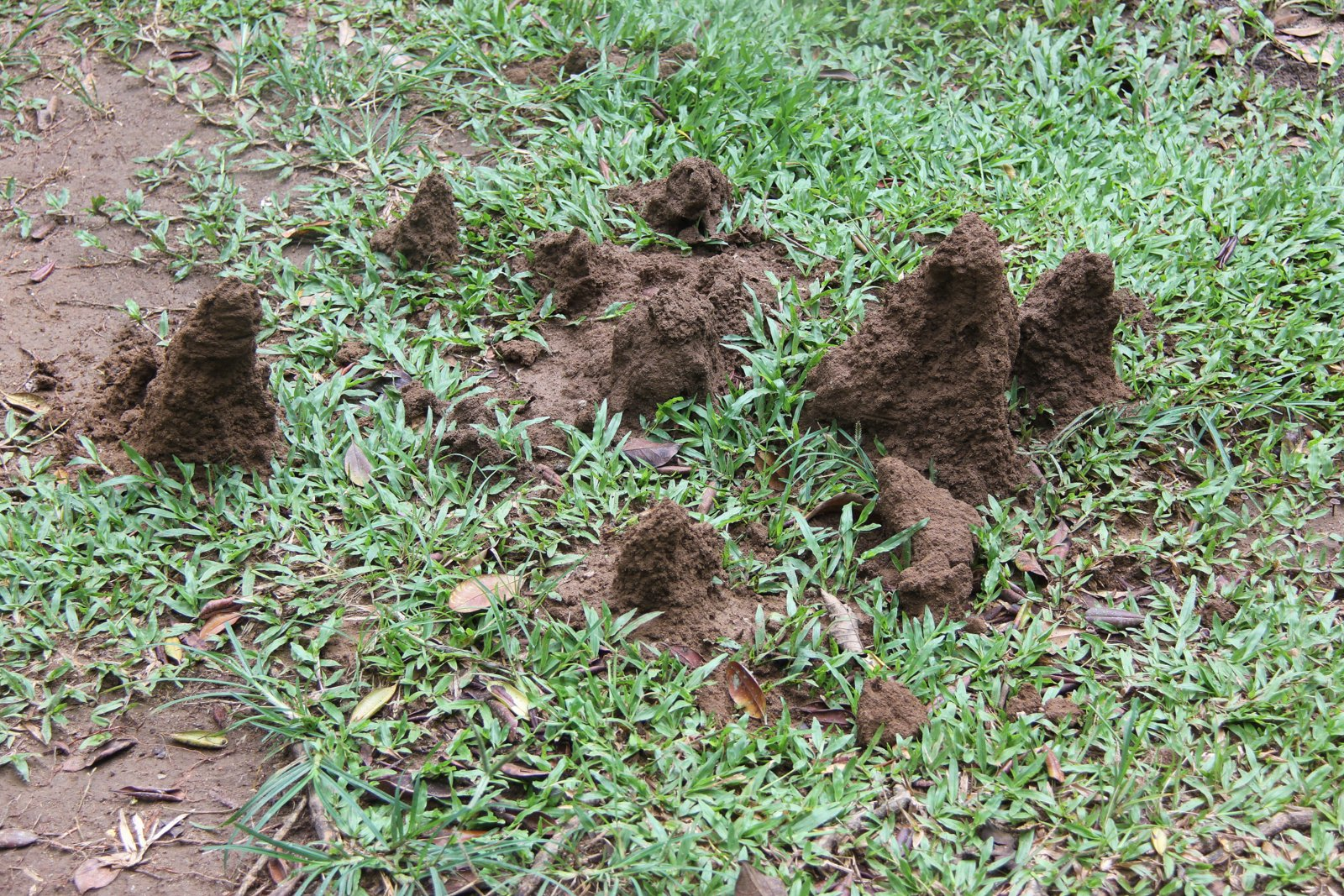
Термітник як форма нанорельєфу

Нанорельє́ф, також ка́рликовий рельє́ф (англ. nanorelief) — дрібні форми рельєфу заввишки до декількох десятків сантиметрів. Виникає в результаті суфозійно-карстових, термокарстових, мерзлотних, ерозійних, еолових та ґрунтотвірних процесів, а також в результаті життєдіяльності тварин і людини. 
Назва походить від грецького слова «нанос» — карлик.